# Hexachaeta shannoni
Hexachaeta shannoni är en tvåvingeart som beskrevs av Lima 1953. Hexachaeta shannoni ingår i släktet Hexachaeta och familjen borrflugor. Inga underarter finns listade i Catalogue of Life.